# Херцог, Роман
Роман Хе́рцог (нем. Roman Herzog; 5 апреля 1934 года, Ландсхут, Бавария, Веймарская республика — 10 января 2017 года, Бад-Мергентхайм, Германия) — немецкий государственный деятель, член партии Христианско-демократический союз, федеральный президент Германии (1994—1999).

## Биография

### Образование. Научно-преподавательская деятельность
Родился в протестантской семье. Его отец был архивариусом.
В 1953 году окончил юридический факультет Мюнхенского университета, в 1961 г. получил докторскую степень. Некоторое время работал ассистентом профессора Теодора Майнца в своей альма-матер. До 1965 г. преподавал там же в качестве приват-доцента.
В 1966 году перешел на кафедру конституционного права и политики Свободном университете Берлина, с 1967 по 1968 год был заместителем декана, а в 1968—1969 годах — деканом юридического факультета. После ожесточенных конфликтов с представителями студенческого движения в 1969 году он перевелся на кафедру политологии и политики Германской высшей школы административных наук в Шпейере, с 1971 по 1972 год занимал пост ее ректора.
Являлся соавтором и редактором комментария Маунца / Дюрига / Херцога / Шольца к Основному закону, который считается базовой работой по конституционному праву.
С 1981 по 1994 год был соредактором еженедельной газеты Christ und Welt - Rheinischer Merkur.

### Партийная карьера
С 1970 года состоял в рядах ХДС. С 1978 по 1983 год являлся федеральным председателем Евангелического комитета ХДС/ХСС. С 1979 года входил в федеральное правление ХДС. Его членство в партии было приостановлено с момента его пребывания на посту федерального президента. После ухода с поста президента возглавлял так называемую «Комиссию Херцога», которая в 2003 году параллельно с «Комиссией Рюрупа» представила отчет тогдашнему федеральному правительству о том, как можно реформировать социальное страхование в Германии. После того, как документ был одобрен на федеральной партийной конференции ХДС в Лейпциге, он стал основной основой избирательной кампании Ангелы Меркель в 2005 году.

### Политическая карьера и государственная служба
В 1973 году он был назначен в земельное правительство Рейнланд-Пфальца во главе с премьер-министром Гельмутом Колем в качестве государственного секретаря и полномочного представителя земли Рейнланд-Пфальц при федеральном правительстве. В этой должности он также входил в состав бундесрата. Занимал этот пост до 1978 года. 

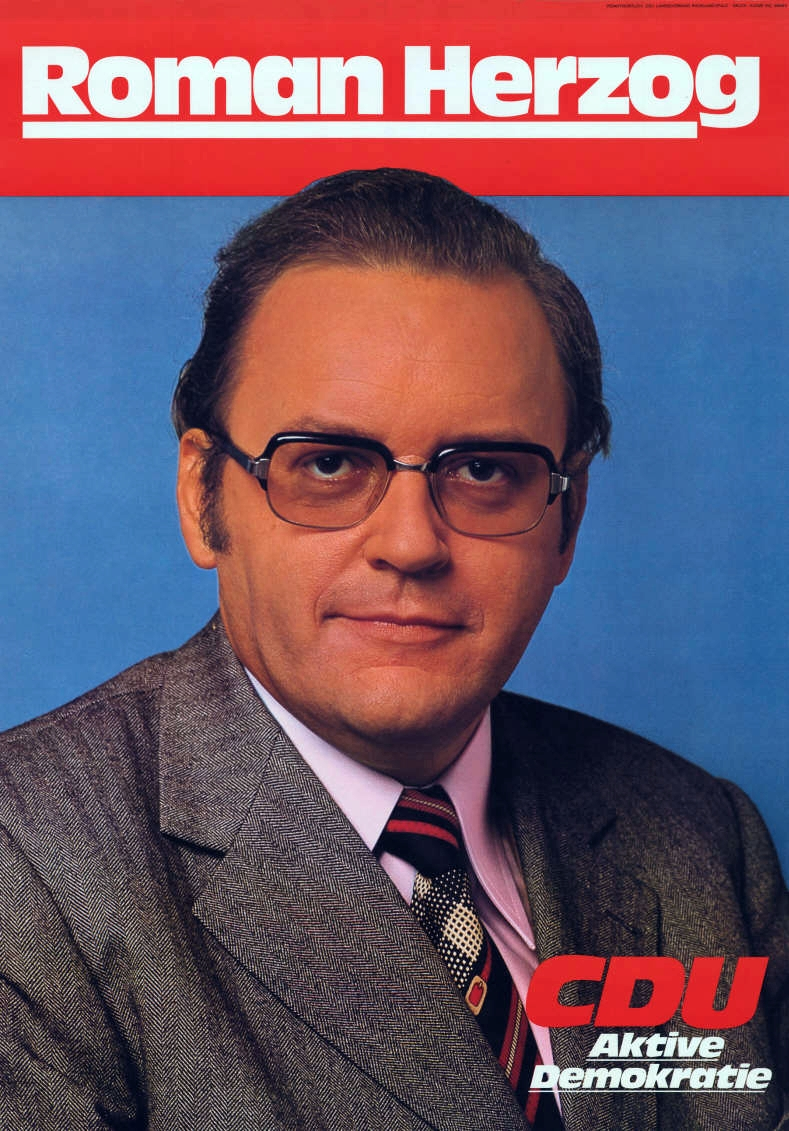
1975

С 1978 по 1980 год — министром культуры и спорта земли Баден-Вюртемберг. В 1980 году был избран в земельный парламент Баден-Вюртемберга и одновременно до 1983 года занимал пост земельного министра внутренних дел. На этом посту принял решение принять на вооружение полиции резиновые пули для разгона несанкционированных демонстраций. Среди других инициатив: снабжение полиции газом хлорбензальмалондинитрил и введение обязанности возмещать для демонстрантов расходов на немедленное принуждение.
В 1983 году был назначен вице-президентом и председателем Первого сената Федерального конституционного суда ФРГ в Карлсруэ, а в период с 1987 по 1994 год занимал в нём должность президента. В 1990 году консультировал последнее правительство ГДР и федеральное правительство по вопросам соглашения об объединении и, в частности, по вопросу конфискаций с 1945 по 1949 годы. Под его председательством были также отклонены конституционные жалобы на земельную и промышленную реформу.
В дополнение к его работе в качестве конституционного судьи, он с 1984 по 1994 год имел почетную профессорскую степень Германской высшей школы административных наук в Шпейере, а с 1986 по 1994 г. — в Университете Эберхарда Карлса в Тюбингене. В 1999—2000 годах был приглашенным профессором в Технологическом институте Карлсруэ.
В 1994—1999 годах был избран на пост федерального президента Германии, когда на этой должности его сменил Йоханнес Рау. В должности главы государства в 1996 году утвердил День памяти жертв национал-социализма официальным днем памяти в Германии, что привело к введению поминального часа в этот день. Был также известен своими выступлениями в поддержку реформ, особенно часто цитируется его речь на эту тему, произнесенная в Берлине в 1997 году. В ней он призвал попрощаться с устаревшим интеллектуальным наследием, призвал работодателей оптимизировать расходы не только путем увольнений, работником учитывать при согласовании рабочего времени и заработной платы реальной положение их компаний, профсоюзы, заключая коллективные договоры учитывать более гибкие рабочие отношения, бундестаг и бундесрат - при проведении реформ в интересах отдельных групп не игнорировать общие интересы.
В 2009 году он провел кампанию за инициативу по возмещению ущерба, которая была реализована в 2011 году.

## Семья
Его первая жена Кристиана Херцог, с которой они прожили 42 года, умерла 19 июня 2000 года. Второй женой Романа Херцога стала Александра фон Берлихинген.

## Общественная деятельность
С 1971 по 1980 год являлся председателем Палаты общественной ответственности Евангелической церкви в Германии. С 1973 по 1991 год был полноправным членом Синода Евангелической церкви в Германии.
С 1986 по 1996 год — председатель фестиваля перформативных искусств в Ягстхаузен. С 1996 по 2006 год являлся председателем попечительского совета Фонда Германа Кунста по содействию исследованиям текстов Нового Завета, который поддерживает работу Института исследований текстов Нового Завета в Мюнстере. Также возглавлял правление Альянса за детей — против насилия. С 2000 по 2008 год входил в состав жюри, присуждавшего Нюрнбергскую международную премию в области прав человека.
Вел кампанию за создание Национальной инженерной академии (Acatech), после ее учреждения занимал пост председателя ее Сената.
Занимал пост председателя попечительского совета Фонда имени Конрада Аденауэра. С 1999 по 2015 годы также являлся председателем попечительского совета Фонда Бранденбургских ворот.
Также он был патроном финансируемого работодателями аналитического центра Института Романа Херцога (RHI), который был назван в его честь и основан по инициативе предпринимателя и государственного чиновника Рендольфа Роденстока. Институт поддерживается Ассоциацией баварского бизнеса и Ассоциацией баварской металлургии и электротехники.  Участвовал в кампаниях по продвижению новой социальной рыночной экономики, которая также финансировалась работодателями.
С декабря 1999 года по октябрь 2000 года возглавлял первую европейскую конвенцию, в рамках которой была разработана Хартия Европейского союза по правам человека.

## Резонансные заявления
Большой резонанс вызвал выдвинутый им тезис о так называемой «пенсионной демократии», который заключался в том, что пожилых людей в Германии становится все больше, но их интересы игнорируются более молодыми поколениями.
В своем выступлении по случаю 50-й годовщины подписания Римского договора (25 марта 1957 года) он вместе с директором Центра европейской политики Людером Геркеном подверг критике тенденцию к централизации со стороны ЕС, поскольку это поставит под угрозу парламентскую демократию в Германии. В мае 2011 года (примерно через 1,5 года после того, как произошел кризис евро) в интервью правой газете Junge Freiheit он раскритиковал работу ЕС и обвинил федеральное правительство, бундестаг и бундесрат в подрыве принципа субсидиарности путем передачи полномочий ЕС.
В связи с успехами на выборах партии «Левые» на выборах 2008 года, а затем и в 2012 году он настаивал на необходимости повышения пятипроцентного барьера, поскольку он создает условия для формирования правительства меньшинства.

## Избранные труды
- «Ограничение основных прав в соответствии с Основным законом и Европейской конвенцией о правах человека». Диссертация, 1958
- «Основы государственной организации с точки зрения права и развития». Аспирантура, 1964
- «Комментарий к Основному закону „Маунц-Дюриг-Герцог“» (соредактор) с 1964 г.
- «Евангелическая государственная энциклопедия» (соредактор), с 1966 г.
- «Общие государственные исследования», 1971
- «Ранние государства. Происхождение и формы правления», C. H. Beck, Munich, 1988; 2-е издание, 1997
- «Государство и право в развитии», 1994
- «Видение Европы. Ответы на глобальные вызовы», Гамбург, 1996
- «Вы можете извлечь уроки из истории?», Abera Verlag, Гамбург, 1997
- «Структурные недостатки конституции? Опыт работы с Основным законом». Немецкое издательство, Штутгарт / Мюнхен, 2000
- «Против столкновения культур: стратегия мира на 21 век», Франкфурт-на-Майне, 2000
- «Годы политики: воспоминания». Siedler, Мюнхен, 2007
- «Дилеммы рыночная экономики. Ответ на очевидные вопросы», Hohenheim Verlag, Штутгарт, 2008
- «Переосмыслить Европу от наднациональной до гражданской демократии», Siedler, Мюнхен, 2014

## Награды и звания
Немецкие:
- Большой Крест особой степени ордена За заслуги перед ФРГ
- Орден Заслуг (земля Баден-Вюртемберг)

Иностранные:
- Большая Звезда Почётного знака «За заслуги перед Австрийской Республикой»
- Большой крест с лентой ордена За заслуги перед Итальянской Республикой
- Большой крест ордена Почётного легиона (Франция)
- Большой крест ордена Леопольда I (Бельгия)
- Большая цепь ордена Инфанта дона Энрике (Португалия)
- Большой крест ордена Святого Олафа (Норвегия)
- Орден Белой розы Финляндии
- Орден Трёх звёзд I степени (19 мая 1999, Латвия)[7]
- Специальный класс ордена Доброй Надежды (ЮАР)
- Кавалер ордена Изабеллы Католичкеской с цепью (Испания)
- Орден Креста земли Марии 1 класса (Эстония)
- Орден «8 сентября» (Македония)